# Lonchura pallida
Lonchura pallida là một loài chim trong họ Estrildidae.